# Клубная улица (Ижевск)
Клу́бная у́лица — центральная улица жилого района «Строитель» Ленинского административного района города Ижевск. Проходит с запада на восток от улицы Олега Кошевого до 14-й улицы.

## История
Улица образовалась в 20-е годы XX века в результате роста застройки на западе Ижевска. В 1937 году улица получает имя Клубного переулка. 23 марта 1953 года по решению исполкома городского совета депутатов Клубный переулок был переименован в Клубную улицу.
Вплоть до второй половины XX века на улице преобладала частная застройка. Первые многоэтажные дома появились здесь в 1960-е годы. Но основная перестройка улицы началась в 80-е годы, когда многоквартирными домами Клубная улица была застроена почти на всём протяжении.
В 1983 году в память о погибших воинах-интернационалистах на нечётной стороне улицы была заложена аллея имени Александра Кононова, которая вскоре стала популярным местом проведения различных праздников и районных мероприятий.
В 1986 году по улице было запущено движение троллейбусов.

## Описание
Клубная улица расположена в западной, заречной части Ижевска, в Ленинском районе. Улица начинается как прямое продолжение улицы Новоажимова на путепроводе через железную дорогу Ижевск — Балезино. Проходит от железнодорожной линии на запад, образуя перекрёсток с 14-й и Саранской улицами. Далее пересекает Новошестнадцатую, Новостроительную, Мужвайскую улицы и заканчивается на Т-образном перекрёстке с улицей Олега Кошевого.
С северной (чётной) стороны примыкают Молодогвардейская улица и улица Луначарского.
С южной стороны примыкает улица Кузебая Герда.

## Примечательные здания и сооружения
По нечётной стороне
- № 17, 19 — жилой комплекс «Заречный квартал»
- № 23А — рынок «Меркурий»
- № 27 — ТЦ «Меркурий»
- № 31А — школа № 218
- № 33 — Ленинский ЗАГС
- № 37 — магазин «Планета техники и мебели»
- № 43 — прокуратура Ленинского района
- № 45 — супермаркет «Пятёрочка» (ранее магазин «Зарека»)
- № 49 — детский сад № 27
- № 49А — детский сад № 233
- № 59 — жилой дом, отделение «Сбербанка России»
- № 61 — жилой дом, городское отделение почтовой связи № 6
- № 63А — автостоянка «Орбита»
- № 67А — ТЦ «Парма»
- № 69А — универсам «Магнит»
- № 73 — детский сад № 268
- № 83Б — ТЦ «Универмаг»
- № 83В — автостоянка «Строитель»

По чётной стороне
- № 16/1 — ресторан «Burger King»
- № 24 — ТЦ «Клубный»
- № 34 — АЗС «Лукойл» № 74
- № 38 — жилой дом, супермаркет «Пятёрочка» (ранее магазин «Родина»)
- № 42 — жилой дом, стоматологическая поликлиника 4-й городской больницы
- № 46 — жилой дом, кафе «Тандем», супермаркет «Пятёрочка»
- № 50А — Центр детского творчества Ленинского района
- № 52 — жилой дом, супермаркет «Гастроном»
- № 56 — детский сад № 289
- № 58 — школа № 100
- № 58А — Физкультурно-оздоровительный комплекс «Пчёлка»
- № 62 к.1 — жилой дом, магазин «Мода-Плюс»
- № 62А — ТЦ «Яркий»
- № 82А — школа № 61

## Транспорт
Клубная — оживлённая транспортная магистраль. Улица играет большую роль в транспортном сообщении жилых районов Строитель и Машиностроитель с центром Ижевска. Ширина проезжей части улицы варьируется от 4 до 6 полос.
Через Клубную улицу также проходит значительное количество маршрутов общественного транспорта: автобусов, троллейбусов, маршрутных такси.

### Троллейбус
- 9: проходит через всю улицу
- 10: проходит через всю улицу
- 14: от улицы Новоажимова до улицы Кузебая Герда и от улицы Олега Кошевого до улицы Новоажимова

### Автобус
- 8 (8К): от улицы Новоажимова до Новошестнадцатой улицы и обратно
- 21: от улицы Новоажимова до Новошестнадцатой улицы и обратно
- 26: от улицы Новоажимова до Новостроительной улицы и от Новошестнадцатой улицы до улицы Новоажимова
- 27: от улицы Новоажимова до улицы Кузебая Герда и от улицы Олега Кошевого до улицы Новоажимова
- 34: проходит через всю улицу

### Маршрутное такси
- 45: проходит через всю улицу
- 50: от улицы Новоажимова до улицы Кузебая Герда и от улицы Олега Кошевого до улицы Новоажимова
- 53: проходит через всю улицу
- 353 (363): от улицы Новоажимова до Новошестнадцатой улицы и обратно
- 366: от Новошестнадцатой улицы до Новостроительной улицы